# Tetraphleps feratis
Tetraphleps feratis är en insektsart som först beskrevs av Drake och Harris 1926.  Tetraphleps feratis ingår i släktet Tetraphleps och familjen näbbskinnbaggar. Inga underarter finns listade i Catalogue of Life.